# Tadamon Sporting Club Sour
El Tadamon Sour es un equipo de fútbol de Líbano que juega en la Primera División de Líbano, la liga de fútbol más importante del país.

## Historia
Fue fundado en el año 1946 en la ciudad de Tyre, aunque fue en 1939 que un grupo de estudiantes formaron al club, el cual fue admitido en el fútbol libanés en 1946 como un club multideportivo, debido a que contaban con secciones en tenis de mesa, fisicoculturismo, boxeo, lucha, lucha olímpica y halterofilia.
En 1948 debido a la catástrofe en Palestina, varios habitantes de ese país se refugiaron en la ciudad, con lo que el número de miembros de la organización se amplió, también el club se integró a la ciudad con apoyo solidario en beneficio de la población no solo en el deporte, sino en otros aspectos como cultura y política.

## Palmarés
- Copa de Líbano: 1

2000/01
- - Finalista: 1

1988/89

## Participación en competiciones de la UAFA
- Liga de Campeones Árabe: 1 aparición

2002 - abandonó en la Ronda clasificatoria

## Jugadores destacados
| - Hamlet Mkhitaryan - Yousef Anbar - Faisal Antar - Roda Antar (también jugó en el 1. FC Köln, Hamburger SV y el SC Freiburg) - Jad El Zein - Mohamad Haidar | - Haitham Zein - Kemokai Kallon - Mohamed Kallon (también jugó en el Inter Milan y el Al-Ittihad) - Nizar Khalfan - Khaled Afarah |